# 애비언트 항공
애비언트 항공(영어: Avient Aviation)은 짐바브웨의 화물 항공사로 총 12개 노선을 취항하고 있다. 본사는 짐바브웨 하라레에 위치해 있지만 영국이 상업 중심지에 해당된다. 주로 아프리카, 아시아, 유럽에 화물 노선을 취항하고 있다. 또한 전세편 항공사도 운항하고 있다. 리에주 공항, 샤르자 국제공항이 허브 공항으로 1993년에 설립했으며 2013년에 AV 카고 항공으로 인수되었다.

## 보유 기종
- 2011년 11월 기준으로 AV 화물항공은 다음과 같은 기종을 보유하고 있다.[2]

## 같이 보기
- 리에주 공항
- 샤르자 국제공항